# Chachagüí
Chachagüí est une municipalité située dans le département de Nariño en Colombie.